# 部活応援プロジェクト しゃかりき
部活応援プロジェクト しゃかりき（ぶかつおうえんぷろじぇくとしゃかりき）は、2013年10月から2020年9月までテレビ神奈川(tvk)で放送されていたバラエティ番組。主にクラブ活動に励んでいる県内の中高生の応援を目的とした番組である。放送日は毎週月曜日午後9時～9時30分。

## 出演者
- 中尾論介 (In the Soup)
- ライセンス (お笑いコンビ)(2018年4月-)
- 瀬村奈月(元tvkアナウンサー)(2018年4月-)

### 過去の出演者
- 翁長舞(元tvkアナウンサー)
- フォンチー
- トーマスサリー(元tvkアナウンサー)(2018年3月)
- 飯田祐真(2016年4月～2018年3月)

## 放送時間
- 毎週日曜日18：00～18：30(番組スタート～2018年3月)
- 毎週金曜日23：00～23：30(2018年4月-2019年10月)
- 毎週月曜日21：00～21：30(2019年10月-2020年9月)

再放送 毎週日曜日09：00～09：30